# Gypsophila vinogradovii
Gypsophila vinogradovii är en nejlikväxtart som beskrevs av Safonov. Gypsophila vinogradovii ingår i släktet slöjor, och familjen nejlikväxter. Inga underarter finns listade i Catalogue of Life.